# سیارک ۳۱۴۴۲
سیارک ۳۱۴۴۲ (به انگلیسی: 31442 Stark، نامگذاری:1999CY1) سی و یک هزار و چهارصد و چهل و دومین سیارک کشف شده است که در ۷ فوریه ۱۹۹۹ کشف شد.